# Ami-ami
Ami-ami è un film del 2018 diretto da Victor Saint-Macary.

## Trama
Dopo la fine della sua ultima relazione, Vincent si trasferisce in un appartamento condiviso con Néféli, la sua migliore amica. Non appena si sono sistemati, i due giurano di non innamorarsi mai più, di vivere di amicizia e avventure di una notte. Ma dopo alcune settimane di convivenza, Vincent incontra Julie.